# Tour de Flandes 1922
El Tour de Flandes 1922 es la 6.ª edición del Tour de Flandes. La carrera se disputó el 19 de marzo de 1922, con inicio y final en Gante después de un recorrido de 253 kilómetros. 
El vencedor final fue el belga Léon Devos, que se impuso en solitario en su llegada a Gante. El francés Jean Brunier, fue segundo a más de 7 minutos, mientras Francis Pélissier acabó tercero, a casi media hora del vencedor.

## Clasificación final
|    | Ciclista          | Equipo           | Tiempo     |
| -- | ----------------- | ---------------- | ---------- |
| 1  | Léon Devos        |                  | 8h 55' 20" |
| 2  | Jean Brunier      | J.B.Louvet-Soly  | + 7' 40"   |
| 3  | Francis Pélissier | J.B.Louvet-Soly  | + 27' 43"  |
| 4  | Henri Pélissier   | Automoto-Russell |            |
| 5  | Hilaire Hellebaut |                  |            |
| 6  | Camille Leroy     |                  |            |
| 7  | Edward Maes       |                  |            |
| 8  | Laurent Seret     |                  |            |
| 9  | Victor Standaert  |                  |            |
| 10 | Edouard Thysman   |                  |            |